# Ruisseau du Lac au Lard
Pour les articles homonymes, voir Lard (homonymie).
Le ruisseau du lac au Lard est un affluent de la rive ouest de la rivière Jeannotte, coulant dans le bassin versant ouest de la rivière Batiscan, dans le territoire de la ville de La Tuque, dans la région administrative de la Mauricie, dans la province Québec, au Canada. Ce cours d’eau traverse la zec de la Bessonne.
Ce bassin versant est desservie par la route forestière R040 dont un pont enjambe le ruisseau du lac au Lard, près de son embouchure.
Depuis le milieu du XIXe siècle, la foresterie a été l’activité prédominante du bassin versant du ruisseau du lac au Lard ; les activités récrétouristiques, en second,.
La surface du ruisseau du lac au Lard (sauf les zones de rapides) est généralement gelée de début décembre à fin mars, toutefois la circulation sécuritaire sur la glace se fait généralement de fin décembre à début mars. Le niveau de l'eau de la rivière varie selon les saisons et les précipitations.

## Géographie
Le ruisseau de la rivière au Lard prend sa source à l’embouchure du lac au Lard (longueur : 6,9 km ; altitude : 321 m). Ce lac forestier est surtout alimenté au nord-ouest par la décharge d’un ensemble de lacs dont le lac de la Grosse Roche et par la rivière Doucet (venant du sud).
L’embouchure de ce lac est située à 12,0 km au nord-ouest de l’embouchure de la confluence de la rivière Jeannotte avec la rivière Batiscan.
À partir de l’embouchure du lac au Lard, le ruisseau du lac au Lard coule sur 1,9 km vers le nord-est, jusqu’à la confluence de la rivière. Il n’y a aucun affluent.
Le ruisseau du lac au Lard se déverse sur la rive ouest du cours de la rivière Jeannotte. Cette confluence est située à :
- 10,8 km au nord-ouest de la confluence de la rivière Jeannotte et de la rivière Batiscan ;
- 10,8 km au sud-est du Petit lac Wayagamac ;
- 37,6 km au sud du centre du village de Lac-Édouard ;
- 34,7 km à l'est du centre-ville de La Tuque[1].

À partir de l’embouchure, le courant descend sur 20,8 km vers le sud puis vers l’est le cours de la rivière Jeannotte, et sur km le cours de la rivière Batiscan vers le sud laquelle se déverse sur la rive nord-ouest du fleuve Saint-Laurent.

## Toponymie
Le toponyme ruisseau du lac au Lard a été officialisé le 5 décembre 1968  à la Commission de toponymie du Québec.